# 羽扇豆醇
羽扇豆醇（英語：Lupeol）是一种具有药理学活性的羽扇豆烷型三萜类物质，有潜在的药用价值。

## 天然存在
羽扇豆醇分布于许多植物中，如芒果 Acacia visco 和 Abronia villosa，也存在于蒲公英咖啡中。

## 化学合成
羽扇豆醇的全合成最早由吉尔伯特·斯托克的团队完成
2009年，艾里亚斯·詹姆斯·科里等人报道了一个更有效的对映选择性的羽扇豆醇全合成路线，如下所示：

## 生物合成
在生物体中，羽扇豆醇的合成从2,3-环氧鲨烯开始，经过几个达玛烷和巴卡林烷型的中间体，最后由羽扇豆醇合酶合成。